# Asianidia melliferae
Asianidia melliferae är en insektsart som beskrevs av Quartau och Adolf Remane 1996. Asianidia melliferae ingår i släktet Asianidia och familjen dvärgstritar.
Artens utbredningsområde är Madeira. Inga underarter finns listade i Catalogue of Life.